# Наречена мого друга
«Наречена мого друга» — кінофільм режисера Дмитра Лактіонова, що вийшов на екрани в 2012 році.

## Зміст
Кумедна історія про взаємини двох друзів-компаньйонів, плани яких цілковито переплуталися через неуважність кур'єра, що доставив перстень, який означав пропозицію руки і серця, не за адресою. У результаті непередбачуваних перипетій, кожен із друзів отримав повні підстави вважати, що його долю врятувала наречена друга.

## Ролі
| Актор              | Роль            |
| ------------------ | --------------- |
| Любава Грешнова    | Лідія           |
| Денис Роднянський  | -               |
| Олексій Смолка     | -               |
| Марина Богатова    | -               |
| Михайло Пшеничний  | -               |
| Яна Соболевська    | Марія Румянцева |
| Сергій Газаров     | -               |
| Лариса Кадочникова | -               |
| В'ячеслав Сланко   | -               |
| В'ячеслав Шеховцов | -               |

## Знімальна група
- Режисер — Дмитро Лактіонов
- Сценарист — Мурат Тюлєєв, Ольга Соловйова
- Продюсер — Влад Ряшин, Юрій Мінзянов, Олена Теплова
- Композитор — Євген Зайцев